# EROS-B
EROS-B (англ. Earth Remote Observation Satellite — спутник дистанционного зондирования поверхности Земли), разработанный концерном Israeli Aerospace Industries и запущенный российской ракетой Старт-1. Запуск был произведён с дальневосточного космодрома Свободный 25 апреля 2006 года.
Вес аппарата 290 кг. Это лёгкий спутник, предназначенный для съёмки земной поверхности с разрешением 0,7 м. Изображения передаются в X-диапазоне на скорости 280 Мбит/с.
Спутник EROS-B был построен компанией госкорпорацией Israel Aircraft Industries (IAI) за 21 месяц на базе КА EROS-A, оснащен более совершенной оптико-электронной системой компании ELOP. Спутник EROS построен на базе израильского спутника-разведчика Ofeq 3.
Расчетный срок эксплуатации составляет не менее 10 лет. Области практического применения получаемых данных со спутника охватывают три группы задач: оборонные, обеспечение внутренней безопасности, что подразумевает ликвидацию последствий чрезвычайных ситуаций, борьбу с наркоторговлей, терроризмом, и преступностью, а также мониторинг окружающей среды и различные природоохранные задачи.

## Общие сведения
Вес спутника составляет 290 кг.
Высота — 2,3 м, диаметр — 1,2 м.
Аппарат оснащён более совершенной оптико-электронной системой фирмы ELOP.
Предназначен для съёмки земной поверхности с разрешением 0,7 м. Области практического применения получаемых данных с данного космического аппарата охватывают три группы задач: военные (на снимках спутника можно обнаружить даже подводные лодки в подводном положении на глубине до 7 м), обеспечение внутренней безопасности, что подразумевает ликвидацию последствий чрезвычайных ситуаций, борьбу с торговлей наркотиками, терроризмом, прочей преступностью, и мониторинг окружающей среды, а также разные природоохранные задачи. Кроме того, спутник применяется для картографии, контроля и планирования инфраструктуры и сельскохозяйственного мониторинга.
Изображения передаются в X-диапазоне на скорости 280 Мбит/с.
Аппарат имеет 2 развертываемых фиксированных солнечных батарей и аккумуляторы.
Спутник работает на высоте около 500 км и более.
Срок эксплуатации — не менее 10 лет (до 14 лет).
3 мая 2017 года засёк на военной базе в Латакии в Сирии российский самолет дальнего радиолокационного обнаружения и управления А-50.
11 апреля 2018 года зафиксировал факт, что большая часть российских кораблей покинула военно-морскую базу в Тартусе в связи с угрозой атаки США.
В сентябре 2018 года зафиксировал результаты налёта ВВС Израиля на Сирию.
В январе 2019 года спутник зафиксировал планы Ирана запустить спутник, а также продемонстрировал результат очередного удара Израиля по Сирии и ещё одного.
В марте 2019 года обнаружил рядом с Тартусом есть объект, похожий на иранский ракетный завод.
5 августа 2020 года показан результат взрыва в Бейруте. В мае 2019 года опубликованы снимки, на которых показан новый комплекс, построенный за последние два месяца на сирийско-иракской границе.

## Основные характеристики аппаратуры КА EROS-B
- Длина фокусного расстояния оптического телескопа — 8,25 м
- Диаметр апертуры — 0,5 м
- Угол поля зрения камеры — 0,775°
- Тип ПЗС-матрицы — строчно-кадровая CCD-TDI
- Длина ПЗС-матрицы — 10151 пикселей
- Размер элемента ПЗС-матрицы — 11 мкм
- Пространственное разрешение при съемке в надир — 0,7 м
- Стандартный размер кадра при съемке в надир — 7,14 км
- Циклы временной задержки и накопления сигналов TDI: 1; 4; 8; 16; 32; 48; 96
- Скорость сканирования — 2400 линий/с
- Спектральный диапазон — 0,5-0,9 мкм
- Радиометрическое разрешение — 10 бит
- Отклонение камеры от надира — 45°
- Условия освещенности (угол места Солнца) — >10°
- Ёмкость запоминающего устройства — 30 сцен.